# Трачки језик
Трачки језик спада у групу изумрлих индоевропских језика, за који савремена лингвистика још није успела да дâ прецизнију дефиницију. Углавном је познат само по личним и племенским именима, географским називима и неколико глоса. Услед размене утицаја са суседним народа (пре свега Грка и Македонаца), временом се у њему нашао знатан број позајмљеница. Упркос предрасудама античких писаца који наводе да су Трачани коришћење писма сматрали срамотним, археолошки налази показали су да су исти почев од 5. века п. н. е. користили грчко писмо, и то атичко-јонски алфабет.

## Сачуване речи
- ασα „подбел у Бесама“ Dioskurides
- βόλινθος „бизон, дивљи во“ Aristotle
- βρία „неутврђено село“ Hesychius
- βρίζα „раж“ Galen
- βρυνχός „гитара“
- βρῦτος „пиво или јечам“
- γέντα „месо“ Hesychius
- dinupila, sinupyla „дивља диња“ Pseudoapuleus
- δέβα „град“ Hesychius
- ἴτον „тракијско име врсте печурке“ Plinius
- καλαμίνδαρ „платан у тракијском племену Едони“ Hesychius
- κη̃μος „врста воћа са фоликулима“
- ῥομφαία „мач“ Hesychius
- σκάλμη „нож“ Hesychius, Polydeukes
- σκάρκη „сребрни новчић“ Hesychius
- τορέλλη „оплаквателни припев“ Hesychius
- ζαλμός „животињска кожа“ Porphyrios
- ζειρά „дугачак огртач“ Hesychius
- ζελᾶς „вино“ Hesychius
- ζετραία „лонац“ Polydeukes